# 짐 사이도우
짐 사이도우(Jim Siedow, 1920년 6월 12일 ~ 2003년 11월 20일)는 미국의 배우, 텔레비전 배우, 영화배우이다.
샤이엔에서 태어났으며 휴스턴에서 사망하였다. 사인은 폐기종이다.

## 영화
- 텍사스 전기톱 학살 2 (1986년) - 드레이튼 소여 역
- 적색 경보 (1977년)
- 텍사스 전기톱 학살 (1974년) - 래더페이스의 아버지 역